# Foster (hardware)
Foster era il nome in codice della quarta generazione di processori Intel Xeon, presentato il 21 maggio 2001 come successore del core Cascades.
Se è vero, che prima di Foster vennero presentate altre tre generazioni di processori Xeon, è però da sottolineare come Foster sia stato in realtà la prima CPU ad essere commercializzata con il semplice marchio "Xeon". Le generazioni precedenti infatti sono arrivate sul mercato con nomi commerciali che rimarcavano la loro derivazione dai processori desktop del momento, vale a dire i Pentium II e Pentium III. Con Foster, che di fatto derivava dal primo Pentium 4 Willamette, Intel decise di abbandonare tale nomenclatura in favore del più semplice marchio Xeon, un marchio poi destinato a rimanere invariato per molti anni, anche in seguito a successivi cambi di architettura.
Intel decise di differenziare il marchio Xeon con dei suffissi opportuni a seconda che il processore fosse stato pensato per i sistemi biprocessore o multiprocesso (Multithreading) e creò quindi rispettivamente i marchi Xeon DP (dual processor) e Xeon MP (multi processor).

## Caratteristiche tecniche

### Processo produttivo
Foster fu, come detto, il primo Xeon basato sulla nuova architettura NetBurst del Pentium 4 e, derivando appunto dal primo Pentium 4, noto anche come Willamette, veniva realizzato mediante il processo produttivo a 180 nm, comune anche al predecessore Cascades, e dotato di una cache L2 di 256 KB. A seconda delle versioni inoltre, poteva essere fornito di una cache L3 integrata direttamente all'interno del die. Il socket utilizzato era il nuovo 603, mentre il bus era ereditato anch'esso dal Pentium 4 ed era quindi quello quad pumped a 400 MHz.
A differenza di quanto sarebbe avvenuto con le generazioni successive di Xeon, il core Foster venne presentato sia con il marchio Xeon DP che MP.
Il voltaggio di alimentazione era pari 1,75 V per un consumo che andava dai 56 W ad una temperatura media di 70° per il modello a 1,4 GHz, fino ai 70 W del modello a 1,6 con cache maggiorata. Il grande aumento di cache portò ovviamente anche ad un aumento del numero dei transistor che variavano da 12 milioni a ben 52 milioni.

### Tecnologie implementate
Derivando dal primo Pentium 4, oltre alle istruzioni MMX ed SSE, venne introdotto anche il supporto alle SSE2. Non era invece presente quella tecnologia che troverà molta fortuna nell'ambito server di Intel negli anni successivi, l'Hyper-Threading, che venne introdotta a partire dai core Prestonia e Gallatin pochi mesi dopo.

## Chipset supportati
Il chipset utilizzato era l'i860 con pieno supporto alle memorie RAM RDRAM sviluppate da Rambus e utilizzate a quei tempi anche per i Pentium 4 Willamette insieme al chipset i850 Tehama, di cui l'i860 era di fatto una variante.

## Prezzi di alcuni modelli al lancio
I prezzi delle versioni MP erano:
- Xeon MP 1,6 GHz - 3692 $
- Xeon MP 1,5 GHz - 1980 $
- Xeon MP 1,4 GHz - 1177 $

## Modelli
La tabella seguente mostra i modelli di Xeon, basati sul core Foster, arrivati sul mercato. Molti di questi condividono caratteristiche comuni pur essendo basati su diversi core; per questo motivo, allo scopo di rendere maggiormente evidente tali affinità e "alleggerire" la visualizzazione alcune colonne mostrano un valore comune a più righe. Di seguito anche una legenda dei termini (alcuni abbreviati) usati per l'intestazione delle colonne:
- Nome Commerciale: si intende il nome con cui è stato immesso in commercio quel particolare esemplare.
- Data: si intende la data di immissione sul mercato di quel particolare esemplare.
- Socket: lo zoccolo della scheda madre in cui viene inserito il processore. In questo caso il numero rappresenta oltre al nome anche il numero dei pin di contatto.
- N°Core: si intende il numero di core montati sul package: 1 se "single core" o 2 se "dual core".
- Clock: la frequenza di funzionamento del processore.
- Molt.: sta per "Moltiplicatore" ovvero il fattore di moltiplicazione per il quale bisogna moltiplicare la frequenza di bus per ottenere la frequenza del processore.
- Pr.Prod.: sta per "Processo produttivo" e indica tipicamente la dimensione dei gate dei transistors (180 nm, 130 nm, 90 nm) e il numero di transistor integrati nel processore espresso in milioni.
- Voltag.: sta per "Voltaggio" e indica la tensione di alimentazione del processore.
- Watt: si intende il consumo massimo di quel particolare esemplare.
- Bus: frequenza del bus di sistema.
- Cache: dimensione delle cache di 1º e 2º livello.
- XD: sta per "XD-bit" e indica l'implementazione della tecnologia di sicurezza che evita l'esecuzione di codice malevolo sul computer.
- 64: sta per "EM64T" e indica l'implementazione della tecnologia a 64 bit di Intel.
- HT: sta per "Hyper-Threading" e indica l'implementazione della esclusiva tecnologia Intel che consente al sistema operativo di vedere 2 core logici.
- ST: sta per "SpeedStep Technology" ovvero la tecnologia di risparmio energetico sviluppata da Intel e inserita negli ultimi Pentium 4 Prescott serie 6xx per contenere il consumo massimo.
- VT: sta per "Vanderpool Technology", la tecnologia di virtualizzazione che rende possibile l'esecuzione simultanea di più sistemi operativi differenti contemporaneamente.

| Nome Commerciale | Data        | Socket  | N°Core  | Clock   | Molt.   | Pr.Prod.        | Voltag. | Watt    | Bus     | Cache                    | XD      | 64      | HT      | ST      | VT      |
| Xeon DP          | Xeon DP     | Xeon DP | Xeon DP | Xeon DP | Xeon DP | Xeon DP         | Xeon DP | Xeon DP | Xeon DP | Xeon DP                  | Xeon DP | Xeon DP | Xeon DP | Xeon DP | Xeon DP |
| ---------------- | ----------- | ------- | ------- | ------- | ------- | --------------- | ------- | ------- | ------- | ------------------------ | ------- | ------- | ------- | ------- | ------- |
| Xeon DP 1,4 GHz  | 21/mag/2001 | 603     | 1       | 1,4 GHz | 14x     | 180 nm 42 mil.  | 1,75 V  | 56 W    | 400 MHz | L1=8KB L2=256KB L3=0KB   | No      | No      | No      | No      | No      |
| Xeon DP 1,5 GHz  | 21/mag/2001 | 603     | 1       | 1,5 GHz | 15x     | 180 nm 42 mil.  | 1,75 V  | 59 W.   | 400 MHz | L1=8KB L2=256KB L3=0KB   | No      | No      | No      | No      | No      |
| Xeon DP 1,7 GHz  | 21/mag/2001 | 603     | 1       | 1,7 GHz | 17x     | 180 nm 42 mil.  | 1,75 V  | 65 W    | 400 MHz | L1=8KB L2=256KB L3=0KB   | No      | No      | No      | No      | No      |
| Xeon DP 2,0 GHz  | 25/set/2001 | 603     | 1       | 2,0 GHz | 20x     | 180 nm 42 mil.  | 1,75 V  | 77 W    | 400 MHz | L1=8KB L2=256KB L3=0KB   | No      | No      | No      | No      | No      |
| Xeon MP          |             |         |         |         |         |                 |         |         |         |                          |         |         |         |         |         |
| Xeon MP 1,4 GHz  | 12/mar/2002 | 603     | 1       | 1,4 GHz | 14x     | 180 nm 108 mil. | 1,75 V  | 64 W    | 400 MHz | L1=8KB L2=256KB L3=512KB | No      | No      | No      | No      | No      |
| Xeon MP 1,5 GHz  | 12/mar/2002 | 603     | 1       | 1,5 GHz | 15x     | 180 nm 108 mil. | 1,75 V  | 68 W    | 400 MHz | L1=8KB L2=256KB L3=512KB | No      | No      | No      | No      | No      |
| Xeon MP 1,5 GHz  | 12/mar/2002 | 603     | 1       | 1,5 GHz | 15x     | 180 nm N.A.     | 1,75 V  | 48 W    | 400 MHz | L1=8KB L2=256KB L3=1MB   | No      | No      | No      | No      | No      |
| Xeon MP 1,6 GHz  | 12/mar/2002 | 603     | 1       | 1,6 GHz | 16x     | 180 nm N.A.     | 1,75 V  | 72 W    | 400 MHz | L1=8KB L2=256KB L3=1MB   | No      | No      | No      | No      | No      |

Nota: la tabella soprastante è un estratto di quella completa contenuta nella pagina dello Xeon.

## I successori
Come detto prima, Foster era chiamato commercialmente solo "Xeon", Intel infatti non aveva ancora differenziato i progetti per la propria linea di prodotti tra DP (per sistemi biprocessore) e MP (per sistemi multiprocessore). Una differenziazione che arrivò circa un anno dopo, verso la fine del 2002, quando vennero presentati i primi Xeon DP Prestonia e i primi Xeon MP Gallatin.